# اچ‌ام‌اس اینترپید (ال۱۱)
اچ‌ام‌اس اینترپید (ال۱۱) (به انگلیسی: HMS Intrepid (L11)) یک کشتی بود که طول آن ۵۲۰ فوت (۱۵۸٫۵ متر) بود. این کشتی در سال ۱۹۶۴ ساخته شد.